# Li Jong-kap
Li Jong-kap (Seul, 18 de março de 1918 - 1993) foi um futebolista sul-coreano que atuava como defensor.

## Carreira
Li Jong-kap fez parte do elenco da Seleção Sul-Coreana de Futebol, na Copa do Mundo de 1954.